# Сафаровка (Кыргызстан)
Сафаровка (кирг. Сафаровка) — село в Сузакском районе Джалал-Абадской области Кыргызстана. Входит в состав Багышского айылного аймака.

## География
Село расположено в юго-восточной части области, на правом берегу реки Уч-Малай (левый приток реки Кёгарт), на расстоянии приблизительно 20 километров (по прямой) к северо-востоку от села Сузак, административного центра района. Абсолютная высота — 1011 метров над уровнем моря.

## Население
Согласно оценочным данным Национального статистического комитета Кыргызской Республики, численность населения села на начало 2023 года составляла 2894 человека.
| год     | 2009 | 2014 | 2015 | 2020 | 2021 | 2023 |
| ------- | ---- | ---- | ---- | ---- | ---- | ---- |
| человек | 2256 | 2439 | 2470 | 2770 | 2826 | 2894 |